# Stereomerus hovorei
Stereomerus hovorei là một loài bọ cánh cứng trong họ Cerambycidae.